# Бассіньяна
Бассіньяна (італ. Bassignana, п'єм. Bassignan-a) — муніципалітет в Італії, у регіоні П'ємонт,  провінція Алессандрія.
Бассіньяна розташована на відстані близько 460 км на північний захід від Рима, 85 км на схід від Турина, 14 км на північний схід від Алессандрії.
Населення — 1744 особи (2014).
Щорічний фестиваль відбувається 16 липня. Покровитель — Madonna del Carmine.

## Демографія
Населення за роками:

Станом на 1 січня 2023 року в муніципалітеті офіційно проживало 50 іноземців з 21 країни, серед них 12 громадян країн Євросоюзу та 1 громадянин України.

## Сусідні муніципалітети
- Аллувьоні-Камбіо
- Фраскароло
- Гамбарана
- Ізола-Сант'Антоніо
- Монтекастелло
- Печетто-ді-Валенца
- Ривароне
- Суарді
- Валенца